# 東条長頼
東条 長頼（とうじょう ながより、天正5年（1577年） - 寛永8年6月5日（1631年7月4日））は、江戸幕府の旗本。徳川氏の家臣。

## 生涯
父は東条行長。妻は北条氏規の娘。子に東条長氏。官位は従五位下、紀伊守、伊豆守。
父の行長は豊臣秀吉の家臣だったが、後に徳川家康の家臣に転じた。そのため、長頼は最初から家康に仕えて旗本家臣として従ったという。書院番士を務め、大坂の陣では西尾忠永隊に属して戦った。寛永8年（1631年）6月5日、55歳で死去。